# Amadita Pittaluga
Amadita Pittaluga, nacida como Amada Altagracia Pittaluga Nivar de González (Santo Domingo, siglo XX-5 de diciembre de 2023), fue una laboratorista dominicana pionera en el bioanálisis en República Dominicana, fundadora de Amadita Laboratorio Clínico.

## Biografía

### Infancia, familia y educación
Amadita Pittaluga fue conocida por su contribución a la ciencia y por ser una pionera en su campo. Era hija de Juan Bautista Francisco Pittaluga Cambiaso (1889–1958) y de Amada Genoveva Nivar León (1898–1988). Tuvo una hermana y tres hermanos, entre ellos el periodista Salvador Pittaluga Nivar; además fue tía del abogado Conrad Pittaluga Arzeno (implicado en el Caso Odebrecht en la República Dominicana), a través de su hermano José Manuel Pittaluga.
Su abuelo paterno, Salvatore Pasquale Pittaluga, fue un inmigrante italiano oriundo de Sampierdarena (Génova). También fue prima de Lina Lovatón Pittaluga, amante del dictador Rafael Leonidas Trujillo y madre de dos de sus hijos, hija de su tía Rosa Colombina Pittaluga Cambiaso con su marido Ramón Otilio Lovatón Mejía.
Desde su infancia, se sintió atraída por las ciencias y solía emular el ambiente de un laboratorio en sus juegos. Completó sus estudios de primaria en el Colegio Instituto Escuela y los de secundaria en el Colegio Santo Domingo.

### Carrera
En 1959, después de completar un posgrado y trabajar en el Presbyterian Hospital en Filadelfia, EE. UU., fundó Amadita Laboratorio Clínico. En 1960, estableció su laboratorio en la Clínica Dr. Mañón, donde amplió exitosamente sus áreas tecnológicas y comenzó a ofrecer servicio de toma de muestra a domicilio.
Amadita fue reconocida por su destacada labor en el campo de las ciencias médicas y sus aportes a la sociedad. En 2022, el Ministerio de Relaciones Exteriores (MIREX) reconoció su trayectoria como mujer destacada en el campo de la ciencia.

### Vida personal
Pittaluga contrajo matrimonio con el destacado pediatra Octavio Ernesto González Nivar y tuvo 4 hijas con él, entre ellas, Patricia González Pittaluga, presidente ejecutiva Amadita Laboratorio Clínico.

### Fallecimiento
Amadita Pittaluga falleció el 5 de diciembre de 2023. En los últimos años, había renovado su laboratorio con un distintivo color rosa, aumentando su cuota de mercado en tiempos de intensa competencia.